# La Sauzière-Saint-Jean
La Sauzière-Saint-Jean – miejscowość i gmina we Francji, w regionie Oksytania, w departamencie Tarn.
Według danych na rok 1990 gminę zamieszkiwało 226 osób, a gęstość zaludnienia wynosiła 14 osób/km² (wśród 3020 gmin regionu Midi-Pireneje La Sauzière-Saint-Jean plasuje się na 837. miejscu pod względem liczby ludności, natomiast pod względem powierzchni na miejscu 713.).